# Freedesktop.org
freedesktop.org (fd.o) – projekt rozwijający współpracę i promujący współdzielenie technik używanych w wolnych środowiskach graficznych dla X Window System (X11) pod GNU/Linuksem i w innych systemach uniksopodobnych. Został założony w marcu 2000 przez Havoca Penningtona.
Organizacja skupia się na potrzebach użytkownika. Dla X-ów powstało wiele środowisk graficznych i mało prawdopodobne, aby ich liczba się zmniejszyła, freedesktop.org stara się więc ukrywać techniczne różnice między nimi przed użytkownikiem.
Z projektem blisko współpracują ekipy rozwijające popularne oprogramowanie biurkowe, takie jak GNOME, KDE czy Xfce. fd.o wydało Portland (xdg-utils) - zestaw wspólnych interfejsów dla środowisk biurkowych.
freedesktop.org nosił poprzednio nazwę X Desktop Group, stąd akronim "XDG" jest powszechnie używany wewnątrz projektu.